# Protea eximia
Protea eximia är en tvåhjärtbladig växtart som först beskrevs av Joseph Knight, och fick sitt nu gällande namn av Henry Georges Fourcade. Protea eximia ingår i släktet Protea och familjen Proteaceae. Inga underarter finns listade i Catalogue of Life.